# Кузнєцов Віктор Андрійович
Кузнєцов Віктор Андрійович (нар. 17 липня 1986) — український спортсмен, легкоатлет, чемпіон літньої Універсіади у Казані.

## Біографія

### Турнір «Московський виклик»
На початку червня у Москві Віктор Кузнєцов став четвертим. Українець виконав лише три спроби і в найкращій з них стрибнув на 16,41 м. Переміг француз Йоан Рапінер (16,65 м).

### Командний чемпіонат Європи з легкої атлетики
У Гейтсхеді у першій спробі спортсмен показав результат 16,22 м, що дозволили йому певний час бути третім, проте суперники відтіснили його на п'яту сходинку. У третій спробі Віктор додав (16,25 м), але залишився п'ятим. Змагання з потрійного стрибка відзначилися участю рекордсмена світу в приміщенні француза Тедді Тамго. Проте виграти йому не вдалося. Росіянин Олексій Фьодоров у третій спроби вийшов у лідери (16,70 м) і нікого не пустив уперед. У Тамго 16,62 м і друга сходинка.

### Літня Універсіада 2013
Віктор Кузнєцов став переможцем Всесвітньої літньої Універсіади-2013 у Казані (Росія), вигравши 9 липня 2013 року змагання в секторі для потрійного стрибка. Віктор показав результат 17,01 метрів, що стало найкращим власним результатом у сезоні. Срібна медаль дісталася росіянину Олексію Федорову (16,89), бронзова — Євгену Ектову з Казахстану (16,57).

## Державні нагороди
- Орден «За заслуги» III ступеня (25 липня 2013) — за досягнення високих спортивних результатів на XXVII Всесвітній літній Універсіаді в Казані, виявлені самовідданість та волю до перемоги, піднесення міжнародного авторитету України[7]